# A tökéletes változat
A tökéletes változat Szentmihályi Szabó Péter sci-fi-kisregénye, amely 1983-ban jelent meg a Kozmosz Fantasztikus Könyvek c. sorozatban. Ez a kiadás ezen a kisregényen kívül még több sci-fi novellát is tartalmaz (lásd Magyarok az űrben), noha utóbbiak egy része valójában maróan csípős vagy finoman ironikus társadalmi szatíra tudományos-fantasztikus köntösben, melyek a korabeli magyar jelennel foglalkoznak.

## A tökéletes változat
|  | Alább a cselekmény részletei következnek! |

A kisregény a Föld és az emberiség elképzelt jövendő sorsát mutatja be. Egy mondatban összefoglalva: a huszonegyedik századra a nemzetek egy Világkormány vezetése alatt egyesülni fognak (noha meglehetősen tökéletlenül), amely azonban nemhogy megakadályozná az emberiség problémáinak (túlnépesedés, környezetszennyezés, erkölcsi hanyatlás, háborús konfliktusok) katasztrófába torkollását, hanem még hozzá is járul ehhez; az atomháború pusztításai után néhány száműzött Gwandal, a Kurátor vezetésével visszatér a Földre, és megalapítja a Perfectopolis nevű, igen sajátos törvények szerint működő utópisztikus államot; ez az utópia azonban végül nem azért omlik össze, mert tökéletlen, hanem éppenséggel, mert túlságosan tökéletes - a városállamot végül a vademberek veszik birtokukba, és az emberiség újrakezdi az egész történelmét.

### Cselekmény

#### Előzmények (II. könyv)
Henry Ford Gwandal (a híres Ford egyik kései utóda) a Földet irányító Világtanács társadalmi kutatóközpontjában dolgozik. Kidolgozza a számítógépes szociológia nevű módszert, amelynek lényege, hogy a társadalom számítógépes modelljeit vizsgálva, előrejelzéseket tesz a várható nagyobb léptékű társadalmi változásokra nézve. Bár Gwandal módszere alapgondolatát tekintve nem egészen új, a huszadik és huszonegyedik századi próbálkozásokhoz képest mégis újdonság annyiban, hogy jól működik (többek közt azért, mert a létrehozója meglehetősen elfogulatlanul alkotja meg): sikerül egy nagy előrejelző erejű, és hosszú távon is megbízható módszert felfedeznie.
A számítógépes szociológia módszerével Gwandal megalkotja az ún. 3. világmodellt, amely az emberiség sorsának globális alakulásával foglalkozik. A modell, amely a globális társadalmi folyamatokat egy (determinisztikus) kaotikus rendszernek tekinti, egyértelműen megjósolja a várható teljes gazdasági és társadalmi összeomlást, és az ezzel járó világméretű háborús pusztítást. Elismert kutatóként a modellt számos vezetőnek, tudósoknak, politikusoknak és főpapoknak elküldi, azok azonban egymással versengve cáfolják az eredményeket, végül pedig kiközösítik és az Űrbe száműzik a tudóst (ez valójában a halálbüntetés meglehetősen kegyetlen és cinikus formája).
Gwandal azonban a Plútó Satanas nevű fagyott gázholdján, rettenetes körülmények között és óriási áldozatok árán, közösséget szervez száműzöttek egy csoportjából, a Modell-3 telepet. Megküzdenek nemcsak az embertelen körülményekkel, de a Keselyűkkel, egy szintén száműzöttekből álló kalózbandával is. A Világtanács, amikor megbizonyosodik a satanasi telep létezéséről, egy három hadihajóból álló büntetőflottát küld a megsemmisítésükre, de mire a hajók elérik a Plútót, megvalósul Gwandal jóslata, és az emberiség elpusztítja magát. A Világtévé adásfoszlányai jól láthatóan mutatják a lángokban álló nagyvárosokat, és a szerte a Földön növekvő gombafelhőket. A hadihajók legénysége maga is ott reked a Satanason, a száműzöttek és a legénység egy része Gwandal útmutatásai alapján új államot szervez, közben pedig a tudós kidolgozza az ún. negyedik világmodellt, költőibb nevén Utopia Magnát, egy ideális államszervezetet, amely megakadályozná, hogy a tragikus események megismétlődjenek. Amikor a körülmények alkalmasnak látszanak, visszatérnek a Földre, és megalapítják Perfectopolist, amely Utopia Magna átültetése a gyakorlatba. Perfectopolis egy meglehetősen zárt rendszer, amely sosem állhat néhány ezer embernél több tagból, és lakóinak nem lehet gyerekük, a népesség pótlását a katasztrófát a Földön túlélő vademberekből oldják meg. Élén a Kurátor áll, aki egy agyműtét segítségével örökli az előző Kurátorok összes tudását, és részben a személyiségüket is. Az élet meglehetősen harmonikus ebben a városban, a lakóknak nem kell a létfenntartásukért küzdeniük, mivel sok munkát gépek végeznek.
Az emberiség Perfectopolison kívüli része szomorú képet mutat. A Földön félállati sorba süllyedt törzsek küzdenek egymással és a rideg természeti körülményekkel, java részük (mint pl. a Radar Törzs kétfejű lényei) mutáns szörnyeteg, torz testtel és még az állatoknál is rosszabb lélekkel. Még az emberinek tekinthető Hatos Bunker Törzs körében is kegyetlen szokások uralkodnak: megölik a feleslegessé vált öregeket és betegeket, a nőket pedig vagyontárgyként kezelik.
Itt kezdődik a tulajdonképpeni történet.

#### I. könyv
A Hatos Bunker Törzs spirituális vezetője, az Emlékező meghal az Elátkozott Betegségben, de előbb tisztségét és tudását egy Omer nevű embernek adja át, akinek valódi neve a haldokló Emlékező szerint Homer Kennedy Blythe, és a törzs által isteneknek tekintett perfectopolisi Lények közül származik (szüleit száműzték a városból, mivel gyermeket nemzettek, és, bár a Hatos Bunker Törzs befogadta őket, a szokatlanul rideg környezetben hamar meghaltak).
Omer rögtön el is kezdi tanítani kiszemelt utódját, a kíváncsi és tudásra vágyó Tirrit (ebben a korban ez nagyon ritka a vademberek között, akik mindentől félnek). A bonyodalmat két szökés okozza: Tirri esztelenül elszökik a Kétfejűek területén át, hogy megnézze a Halott Várost (bár ez a biztos halál a kannibálok és a radioaktív sugárzás miatt), de megszökik Perfectopolis tizenegyedik kurátora is, mivel megunja feladatát, valamint az előző kurátorok tápfolyadékban pihenő és mesterséges idegpályákkal összekapcsolt agyainak egyre erősebb telepatikus befolyását. A turbohelikopterrel a vadak közé menekülő Kurátor meglátja, ahogy Tirrit bekerítik a mutáns Kétfejűek, és bár a 4. világmodell irányelvei tiltják ezt, elhatározza, hogy segít neki: megpróbálja elijeszteni a kannibálokat a helikopterrel, azonban a manőver rosszul sikerül, és lezuhan. A célját annyiban eléri, hogy a támadók elmenekülnek.
Két perfectopolisi megfigyelő, akik a Hatos Bunker életét tanulmányozzák, Alys és Kochran, Omert követve észleli a Kurátor lezuhanását. Omer és Tirri megpróbálják hazavinni a sérültet, de a megfigyelők kapcsolatba lépnek velük, és hazaviszik a Kurátort a városukba. Azonban, miközben távol voltak a várostól, a tápfolyadékban fekvő Kurátorok átvették az irányítást, és ideiglenesen lezárták a védőkupolát. Így a megfigyelők képtelenek bejutni a városba, csak azt észlelik, hogy valami rendkívüli és aggasztó dolog történt, talán lázadás vagy idegen invázió.

#### III. Könyv
Kénytelenek elvinni a Kurátort a Hatos Bunkerhez, hátha a törzs orvosa segíteni tud rajta, az azonban megállapítja, hogy Gwandal XI. haldoklik. Halála előtt azonban megdöbbentő dolgot tesz: Omerra ruházza a tisztségét. Omerra hamarosan újabb felelősség szakad, mert a törzs Kapitánya megkívánja Alyst, akibe Omer is szerelmes. A Kapitány párbajra hívja Omert, az azonban egy ütéssel megöli, mivel egy titokzatos Hang azt súgja neki, hogy a Kapitány feje beteg, és így elegendő egyszer megütni. Így is lesz, ezáltal Omert rögtön a törzs kapitányává is válik. Azonban sürgetőbb Perfectopolis gondjainak megoldása: Omer, Tirri, Alys és Kochran egy tervet eszelnek ki, hogy az automatikus védelmi rendszert megkerülve bejussanak a városba, és Omer átvehesse a tisztségét. A bejutás sikerül is, azonban a Kurátorok csapdát állítanak, és elfogják Omert. De nem megölni akarják: Omer tisztsége, amivel Gwandal XI. a hatalomhoz jutásukat akarta megakadályozni, nagyon is beleillik Gwandal (I.) tervébe, aki új testet akar magának. Omer fél agya tápfolyadékba kerül, helyébe Gwandal jobb féltekéje kerül. Így lényegében Gwandal XI. és Gwandal terve is teljesül: a Város ura egy eleven ember lesz, de egyben a halott Gwandal is. A Kurátorok agyféltekéi általában szimbiózisba kerülnek a műtét után (hiszen közös akarat hajtja őket), de ezúttal egy kicsit más a helyzet: Gwandal át akarja venni az irányítást Omer felett. Ez azonban nem sikerül. Omer elpusztítja a Kurátorokat (a testében élő Gwandal kivételével), a segítségére siető vademberek pedig átveszik az uralmat a Város felett. Omer és Gwandal ezután úgy döntenek, hogy teljesen értelmetlen dolog bármiféle módon is tökéletességre törekedni. Nincs „tökéletes változat”. Az emberiség történelmének a küzdelem és az önmegsemmisítő katasztrófák is a velejárói lehetnek, ez ellen nincs mit tenni. A Hatos Bunker Törzs és az új Város Törzs közös vezetője Tirri lesz, akik, amikor Omer a halálának közeledtét érzi, egy óriási bárkát építenek, és Gwandal javaslatára elhagyják a kihalásra ítélt mutánsoktól hemzsegő kontinenst, hogy az Óceánon átkelve, egy békés és érintetlen területet találjanak, ahol újrakezdhetik a történelmet. A haldokló kurátorokat, akik ott akarnak meghalni, ahol éltek, magukra hagyják.

### Az utópiák
A regényben több elképzelt állam vagy társadalom szerepel, a legfontosabbak a disztópikus Világtanács és az utópikus Perfectopolis.

#### A Világállam
A regény szerint a Világállam egy kezdetben demokratikus szervezet volt, egy rendszeres választásokkal hatalomra került Világtanács irányította. A Világtanács két világnyelvet használt, az oroszból és angolból összeolvadt runglisht, valamint az eszperantónak a támogató intézkedések következtében természetes nyelvvé alakuló változatát, a szperantot. A Világtanács hivatalosan eltörölte a halálbüntetést, valamint a kötelező katonai szolgálatot (1996-ban) – bár a hadseregek megmaradtak, nehogy munkanélküliek újabb milliói zúduljanak a társadalomra – új pénznemet vezetett be (a rublárt) és sikeresen ellenőrzése alá vonta a fegyvergyártást. Más tekintetben meglehetősen erőtlen volt: rendeletet adott ki a tömegpusztító fegyverek megsemmisítéséről (ezt azonban a helyi katonai vezetők többnyire elszabotálták), valamint nem sikerült megoldania a gazdasági gondokat, azokat a területeket, mint pl. Kelet-Ázsia, akik önerőből nem tudtak úgy felzárkózni, mint a sikeres afrikai régió, továbbra is iszonyatos szegénység sújtotta. Ezt pl. a Világtanács a kötelező születésszabályozással akarta megszüntetni, de az intézkedéshez nem volt valós apparátusa.
A Világtanácsban természetesen iszonyatos ellentétek feszültek, amelyek azonban nem robbantak ki, hiszen az emberiség éppen a nyílt konfliktusok elkerülésére hozta létre a szervezetet. Hamarosan afféle Vének Tanácsává vált, bürokratikus és nehézkes, ugyanakkor megkerülhetetlen testületté, amely foggal-körömmel ragaszkodott a fennálló helyzethez és a saját hatalmához, és az elit jólétét és biztonságát szolgálta. 2090 körül bevezették a kötelező génmanipulációt, amely kiiktatta az emberiség génállományából azokat a géneket, amik a kreativitás, az intuíció és az egyéni kezdeményezések biológiai alapjaiért felelősek, azt remélve, hogy így egy homogén társadalom jön létre, amely tagjai engedelmesek és jól irányíthatóak, egy olyan társadalom, amely nem ismeri a sokféleséget (ez a nemzedék azonban még nem nőtt fel a cselekmény idejére). A Világtanács kormányzási elveit Gwandal, a szociológus „negatív kormányzás”-ként nevezte el: ennek lényege a drasztikus változások ellenzése, a kialakult helyzet foggal-körömmel való őrzése volt.
Dilettáns és önző vezetők, a mélyben pedig parázsló problémák – minden adott volt ahhoz, hogy egy hataloméhes diktátor, az emberiség történelmében előforduló számtalan ilyen egyike, átvegye a hatalmat, és ez senki által nem sejtetten, meg is történt. A globál-állam diktátora, Carleton elnök, nem volt sem hagymázas és ordas eszméket kergető őrült, sem a jóságos világmegváltó szerepét játszó értelmiségi – rendkívül középszerű ember volt mind jellemét, mind kinézetét tekintve, középszerű eszmékkel, amik a hozzá hasonló tömegemberek millióit vették célba, óriási többséggel nyert a választásokon. Noha valójában egy városkerületet sem lett volna képes önállóan vezetni, a hatalom megtartásának, a lavírozásnak és halogatásnak azonban művésze volt, és nem is mondott le a hatalmáról, mandátumát folyamatosan és alkotmányellenesen meghosszabbíttatta. Megszervezte a Biztonsági Szolgálatot, amely egyszerre volt hatóság, rendfenntartó erő, és titkosszolgálat, amely szétverte a tömegtüntetéseket, és letartóztatta nemcsak a törvénysértőket, de a politikailag veszélyes elemeket is.
Mivel a halálbüntetés tilos volt, a legveszélyesebb bűnözőket (kezdetben főleg a forgeso nevű kábítószer terjesztőit, később az ellenzéki aktivistákat vagy más, kényelmetlenné vált elemeket) egy korlátozott (öt évre elegendő) készletekkel rendelkező űrkabinban fellőtték az űrbe, ahol előbb-utóbb meghaltak. Azonban, ha egy száműzött visszatért a Földre, bármely állampolgárnak joga és kötelessége is volt megölni. A felszínre egy sem jutott el, mert már a Hold- vagy a Mars-bázis katonai berendezései, vagy a földi űrcirkálók lézerágyúi még az űrben megsemmisítették. A Száműzöttek általában a Plútó bolygó Satanas nevű, újonnan felfedezett, fagyott felszínű holdjához tartottak, ahol afféle találkozóhely alakult ki. De előbb-utóbb itt is meghaltak. Helyzetüket az is nehezítette, hogy egyikük, egy Krieger nevű kábítószergyáros, kalózbandát szervezett, és rendszeresen kifosztotta az elfogott űrkabinokat.
Az összeomlás után a világállam megszűnt létezni, az első atomtalálat éppen a Tanács székhelyét pusztította el.

#### Az űrbázisok
Egy darabig megmaradtak még az űrbázisok (ezek maguk is többé-kevésbé büntetőtelepnek számítottak, kegyvesztett munkásokkal, tisztviselőkkel és az őket őrző biztonsági tisztekkel). Ezek közül a Hold-bázison egy vallási fanatikus zsarnok lett az úr, aki a felületesen ismert ősvallásokból valami zavaros egyveleget kotyvasztott, amelynek lényege mindenfajta racionalitás megvetése volt. Ennek az új vallásnak prófétája, főpapja, majd istene lett. A kopasz, szemüveges emberkét Robert Maldennek hívták. Malden nemcsak afféle álszent demagóg, hanem valóban kissé flúgos is lehetett, mert a Hold nőiből fekete álarcos testőrkülönítményt szervezett (a férfiakban sosem bízott), akik működése folytán néhány évtized alatt több ezerről néhány százra csökkent a lakosság lélekszáma. Malden halála után hamarosan a testőrnők vették át a valódi uralmat. V. Malden, az első női uralkodó idején egy leszbikus kultúrára épülő matriarchális mohamedanizmus nevű társadalomformát hoztak létre, amely megvetette és rabszolgasorba taszította a férfiakat (mivel őket okolta a háború pusztításáért), és lélekszámukat is erősen csökkentette, a továbbiakban spermabankok útján szaporodtak. De a háború tőle magától sem volt idegen, mert néhány nemzedék múlva lerohanta a Mars-bázist. A támadással még a támadók sem értettek mind egyet, mert VII. Gwandal kurátorsága idején holdi háborús menekültek érkeztek Perfectopolisba (egy kivételével mind nők), akik tájékoztatták a földieket az eseményekről. Ezután az űrbázisok nem válaszoltak többé a hívásokra (addig se nagyon, mert féltették a készleteiket; a szintén bezárkózó perfectopolisiak sem erőltették a kapcsolatokat), lehet, hogy a népességek végül kihaltak. Az űrbázisok automatikus védelmi eszközei még évezredekig működtek, így ha éltek is ott emberek, megközelíthetetlenek voltak.

#### Perfectopolis
|  | Itt a vége a cselekmény részletezésének! |

## Magyarok az űrben
A Magyarok az űrben Szentmihályi Szabó Péter hét sci-fi-novellát tartalmazó novellagyűjteménye, amely egy kötetben jelent meg A tökéletes változat c. kisregénnyel a Kozmosz Fantasztikus Könyvek c. sorozatban, 1983-ban. A következő írásokat tartalmazza:
|  | Alább a cselekmény részletei következnek! |

- Magyarok az űrben – a kedélyes, humoros hangvételű elbeszélésben az Ikarus farmotorok hajtotta Kossuth Lajos, az első magyar űrhajó 2000. augusztus 20-án elindul a (legénység számára ismeretlen) Csikó csillagkép felé, de leszálláskor idegenek helyett csak magyarokat találnak, és a környezet kísértetiesen hasonlít az otthoni környezetre, a vidéket pl. Tiszahörcsögnek hívják… mintha csak a Földre szálltak volna le tévedésből. Az esetet senki nem érti, de Marx György végül megoldja a paradoxont: egy párhuzamos univerzum párhuzamos Földjének párhuzamos Magyarországára találtak. Az eset megrázkódtatja a világot, Magyarország bevonul az űrkutatás tudományos tekintélyeinek sorába.
- Magyarország 2009-ben – Vonbraun József, egy szabadúszó fordító és ezermester feltalálja az időgépet, és elviszi az írót 2009-be, ahol mellesleg nagyjából minden ugyanúgy néz ki, mint a jelenben, csak épp „kicsit” magasabbak az árak. Az író nem hisz a feltalálónak, élményeit kábítószernek vagy hipnózisnak gyanítja, de a feltaláló odaadja neki az Új Tükör jövő heti számát, amelyben az író jelenleg írás előtt lévő, „Magyarország 2009”-ben c. novellája is olvasható. Nincs mit tenni, az író lemásolja a novellát, így az megszülethet.
- Nyiha – A sajtóhírek optimista szemléletűvé kozmetikázásával foglalkozó INFOPTI hírszolgálat munkatársa megdöbbentő felfedezésre jut: autóbalesetben elhunyt édesanyját valójában a Nyiha, a Nyugdíjasok Intézményes Halálozási Alapítványa egy, a nyugdíjasok likvidálására létrehozott kormányszerv ölte meg. A tisztviselőnek egy éve van a nyugdíjig, amely ellen kézzel-lábbal tiltakozik – hiába.
- Történelemhelyesbítés: Kovács B. Lajos megtudja, hogy munkahelyét, a Történelemhelyesbítő Intézetet a Világkormány hamarosan megszünteti. Elkeseredésében Neuberger Tamással együtt visszautazik Mátyás korába, hogy megmentsék az uralkodót az ételmérgezéstől, az azonban nem hisz nekik, így a magyar történelmet nem tudják helyesbíteni. Évszázadokkal később egyikük 2050-et mutató óráját Neuberger Mátyás útépítő munkás találja meg.
- Rétegek: Somogyi László kissé túlzásba viszi a garázsaknaásást, és egy óriási alagutat ás, amelynek mélyén meghalt szüleit fedezi fel, akik vidáman élnek tovább. Elmélete szerint a téridőt úgy kell elképzelni, mint egy összehajtott szövet rétegeit, ahol a múlt minden időpillanatának egy hely is megfelel. Barátja nem hisz neki, bár az alagút végén maga is hallja a hangokat, de nem mer továbbmenni: végül levonja a tanulságot: sosem szabad túl mély gödröt ásni.
- Isten halott: A Világkormány élelmezési központja számára halászó Coriolanus úszó halfogó- és -feldolgozó üzem (az egyszerűség kedvéért: halászhajó) egy óriási, több kilométer magas hullát talál a tenger mélyén. Clifford kapitány, aki a harmadik világháborúban elvesztette a családját, titokban istenhívő (remélve, hogy szerettei feltámadnak), megdöbben, és a leletet annak bizonyítékának veszi, hogy Isten meghalt – gyászába annyira belesüpped, hogy elmegyógyintézetbe kerül. Stürmer, a helyettese, aki utálja Cliffordot, feldolgozza a leletet húsnak.
- Időharang: David Lang 1880-ban számos tanú szeme láttára eltűnik. Hasonló hihetetlen módon tűnik el a vitorlásáról Zsitvai Gábor bányamérnök a huszadik században. Mielőtt utóbbi bekövetkezne, Zsitvai hihetetlen dolgot állít a barátjának: ő maga David Lang.
- Szentmihályi Szabó Péter (Utószó, Kuczka Péter írása).